# Aloe parvibracteata
Aloe parvibracteata ist eine Pflanzenart der Gattung der Aloen in der Unterfamilie der Affodillgewächse (Asphodeloideae). Das Artepitheton parvibracteata leitet sich von den lateinischen Worten parvus für ‚klein‘ sowie bracteatus für ‚mit Brakteen‘ ab.

## Beschreibung

### Vegetative Merkmale
Aloe parvibracteata wächst stammlos oder kurz stammbildend, einzeln oder in kleinen Gruppen, oder mehrheitlich sprossend und dann große dichte Gruppen bildend. Der Stamm wird gelegentlich bis zu 40 Zentimeter lang. Die zehn bis 20 lanzettlich verschmälerten Laubblätter bilden dichte Rosetten. Sie sind in der Regel ausgebreitet-bogig. Die Rosetten erscheinen dadurch abgeflacht. Die grüne bis bräunlich grüne, gelegentlich linierte Blattspreite ist 30 bis 40 Zentimeter lang und 6 bis 10 Zentimeter breit. Lediglich auf der Blattoberseite sind zahlreiche längliche, trübweiße Flecken vorhanden, die mehr oder weniger in Querbändern angeordnet sind. Die braunen, stechenden Zähne am Blattrand sind 3 bis 5 Millimeter lang und stehen 10 bis 15 Millimeter voneinander entfernt. Der Blattsaft ist trocken tiefpurpurfarben bis violett.

### Blütenstände und Blüten
Der Blütenstand besteht aus vier bis acht Zweigen und erreicht eine Länge von 100 bis 200 Zentimeter. Die unteren Zweige sind gelegentlich nochmals verzweigt. Die lockeren, zylindrischen, leicht spitz zulaufenden Trauben sind 15 bis 20 Zentimeter (selten bis 40 Zentimeter) lang, 6 bis 7 Zentimeter breit und bestehen aus 40 bis 50 Blüten. Die deltoid oder lanzettlich spitz zulaufenden Brakteen sind so lang wie die Blütenstiele. Die korallenroten oder trüb bis glänzend roten, gelegentlich leicht bereiften Blüten stehen an 6 bis 15 Millimeter langen Blütenstielen. Die Blüten sind 30 bis 35 Millimeter (selten bis 40 Millimeter) lang und an ihrer Basis gestutzt. Auf Höhe des Fruchtknotens weisen die Blüten einen Durchmesser von 7 bis 9 Millimeter auf. Darüber sind sie abrupt auf 5 bis 6 Millimeter verengt und schließlich zur Mündung erweitert. Ihre Perigonblätter sind auf einer Länge von 8 bis 10 Millimeter nicht miteinander verwachsen. Die Staubblätter und der Griffel ragen 1 bis 2 Millimeter aus der Blüte heraus.

### Genetik
Die Chromosomenzahl beträgt {\displaystyle 2n=14}.

## Systematik und Verbreitung
Aloe parvibracteata ist im äußersten Süden von Mosambik, in den südafrikanischen Provinzen KwaZulu-Natal und Mpumalanga sowie Eswatini meist auf Felsvorkommen im Grasland und offenen Buschland in Höhen von 100 bis 1500 Metern verbreitet.
Die Erstbeschreibung durch Selmar Schönland wurde 1907 veröffentlicht.
Folgende Taxa wurden als Synonym in die Art einbezogen: Aloe komatiensis Reynolds (1936), Aloe pongolensis Reynolds (1936), Aloe decurvidens Groenew. (1937), Aloe lusitanica Groenew. (1937), Aloe pongolensis var. zuluensis Reynolds (1937), Aloe keithii Reynolds (1937) und Aloe parvibracteata var. zuluensis (Reynolds) Reynolds (1950).

## Nachweise